# La gran prova
 La gran prova  (títol original en anglès: Friendly Persuasion) és una pel·lícula dels Estats Units de William Wyler, estrenada el 1956. Ha estat doblada al català.

## Argument[2]
La família Birdwell viu a Indiana el 1862, mentre esclata la guerra de Secessió. Jess, la seva esposa Eliza i els seus tres fills (Mathilde, Josh i Nicolas), són quàquers. Com a quàquers, tenen prohibit recórrer a tota forma de violència (física o verbal). Han d'estimar el seu proïsme, i s'oposen a l'esclavitud. La seva religió els prohibeix igualment la música, el ball i els jocs amb diners.
La fira de la ciutat és el lloc de les tries i de les temptacions: Jess conversa amb un músic, mentre Mathilde balla amb Gard, un soldat metodista. Pel que fa al seu fill Josh, és provocat per adolescents però es nega a barallar-se. Nicolas, el més jove, participa en un joc amb diners. Molt seductor, Josh té molt èxit amb les tres noies de la vídua Hudspeth.
Quan s'anuncia l'arribada dels sudistes, Gard ha de marxar a combatre però promet a Mathilde casar-se amb ell a la seva tornada. Per a la família quàquer té un dilema moral: cal prendre les armes per lluitar contra l'esclavitud o oposar-se a tota forma de violència? Josh decideix finalment marxar a la guerra malgrat les súpliques dels seus pares. Quan el cavall de Josh torna sol a la granja, Jess pren les armes al seu torn per lluitar contra l'enemic. Tanmateix, en el camp de batalla, perdona un sudista que li ha disparat, després troba el seu fill viu i el porta a la granja. Durant aquest temps, Eliza es veu obligada a alimentar i a acollir els seus enemics (sudistes). Eliza els ofereix no només d'agafar tots els aliments que desitgen i els indica on es troba el salador i els productes emmagatzemats però els dona menjar a voluntat en la seva cuina. Quan un dels sudistes intenta agafar l'oca domèstica per cuinar-la, Eliza el colpeix amb una escombra fins que deixa l'au. Els sudistes decideixen finalment reprendre el seu camí i no calen foc a la granja com ho han fet en altres casos.

## Repartiment
- Gary Cooper: Jess Birdwell (Jean)
- Dorothy McGuire: Eliza Birdwell
- Anthony Perkins: Josh Birdwell (Jacques)
- Richard Eyer: Little Jess (Nicolas)
- Robert Middleton: Sam Jordan
- Phyllis Love: Martha Birdwell (Mathilde)
- Peter Mark: 'Gard' Jordan (Charles)
- Walter Catlett: Waldo Quigley
- Richard Hale: Purdy
- Joel Fluellen: Enoch
- Theodore Newton: Maj. Harvey
- John Smith: Caleb Cope
- Marjorie Main: La vídua Hudspeth
- Edna Skinner: Opal Hudspeth
- Marjorie Durant: Pearl Hudspeth
- Frances Farwell: Ruby Hudspeth
- Russell Simpson: Germà Griffith
- Charles Halton: Germà Cope
- Earle Hodgins: El responsable de la barraca de tir
- Ivan Rasputin: Billy Goat

## Guardons
Els principals premis i nominacions que va rebre la pel·lícula van ser:

### Premis
- 1957: Palma d'Or al 10è Festival Internacional de Cinema de Canes
- 1957: Globus d'Or a la nova estrella de l'any per Anthony Perkins

### Nominacions
- 1957: Oscar a la millor pel·lícula
- 1957: Oscar al millor director per William Wyler
- 1957: Oscar al millor actor secundari per Anthony Perkins
- 1957: Oscar al millor guió adaptat per Michael Wilson
- 1957: Oscar a la millor cançó original per Dimitri Tiomkin (música), Paul Francis Webster (lletra) per la cançó "Friendly Persuasion (Thee I Love)".
- 1957: Oscar al millor so per Gordon R. Glennan (Westrex Sound Services) i Gordon Sawyer (Samuel Goldwyn SSD)
- 1957: Globus d'Or al millor actor dramàtic per Gary Cooper
- 1957: Globus d'Or a la millor actriu secundària per Marjorie Main